# Lý Lai Hanh
Lý Lai Hanh (chữ Hán: 李来亨, 1627 – 1664), người Tam Nguyên, Thiểm Tây, thủ lĩnh khởi nghĩa nông dân cuối Minh đầu Thanh.

## Quá trình hoạt động
Thuở nhỏ gặp lúc mất mùa, cha mẹ đều mất, ông được Lý Quá thu làm con nuôi, tham gia nghĩa quân của Lý Tự Thành. Năm Vĩnh Xương thứ 2 (1645) nhà Đại Thuận, trước khi rút quân khỏi Tây An, Lý Tự Thành mệnh cho Lai Hanh hộ vệ Cao hoàng hậu đem vàng bạc, tiền của trong hoàng cung Tây An bí mật từ Hán Trung chuyển đi Hồ Quảng. Ông chưa đến nơi thì vào ngày 17 tháng 5, Lý Tự Thành bị hại ở Thông Thành. Lai Hanh theo Lý Quá liên kết với Nam Minh tiếp tục kháng Thanh, được Vĩnh Lịch đế phong làm Lâm quốc công, chuyển sang chiến đấu ở các tỉnh Hồ Nam, Hồ Bắc, Quảng Tây, Quý Châu.
Lý Quá, Cao Tất Chánh nối nhau qua đời, Lai Hanh cùng bọn thủ lĩnh nghĩa quân Đại Thuận bàn nhau rời bỏ chính quyền Vĩnh Lịch (đang nằm dưới sự thao túng của nghĩa quân Đại Tây), đưa mấy vạn người từ Quý Châu tiến vào vùng giáp ranh Tứ Xuyên, Hồ Bắc. Đầu tiên họ hội quân với Hác Diêu Kỳ, rồi hiệp với địa chủ vũ trang kháng Thanh, tổ thành liên quân Quỳ Đông thập tam gia.
Lai Hanh chọn vùng núi Mao Lộc thuộc huyện Hưng Sơn, Hồ Bắc làm căn cứ, đóng đồn làm ruộng tự cấp, Quỳ Đông thập tam gia phát triển lên đến mấy chục vạn người, là một trong lực lượng kháng Thanh chủ yếu. Nghĩa quân từng 2 lần đánh Trùng Khánh, còn chi viện cho Lý Định Quốc của quân Đại Tây.
Năm Khang Hi đầu tiên (1662) nhà Thanh, triều đình điều 3 lộ đại quân vây đánh Quỳ Đông thập tam gia. Bọn Lai Hanh hăng hái chiến đấu, nhiều lần đánh bại quân Thanh, nhưng dần rơi vào thế kém. Các thủ lĩnh lần lượt bị giết hoặc đầu hàng, ông đành phải cố thủ ở núi Mao Lộc. Tháng 8 năm thứ 3 (1664), quân Thanh được kẻ phản bội dẫn đường, nhân lúc có sương mù, từ sau núi tập kích. Bởi sức cạn tên hết, Lai Hanh họp cả nhà tự thiêu, cuộc đấu tranh của nghĩa quân Quỳ Đông thập tam gia cũng cáo chung.